# Mistrzostwa Europy w Lekkoatletyce 1962 – bieg na 100 m kobiet

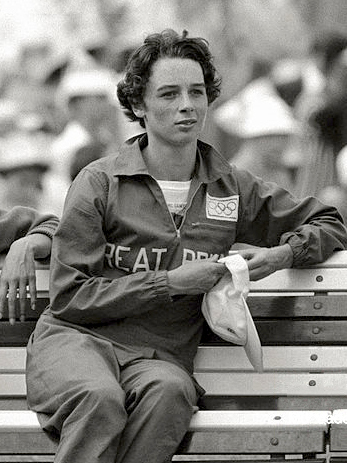
Dorothy Hyman

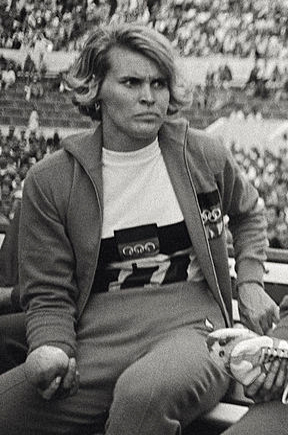
Jutta Heine

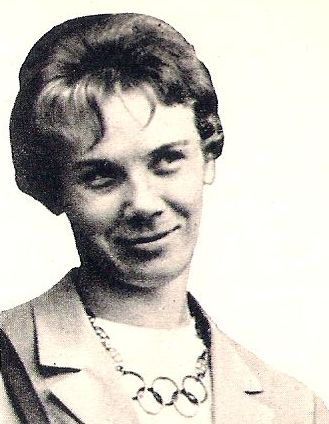
Teresa Ciepły

Bieg na dystansie 100 metrów kobiet był jedną z konkurencji rozgrywanych podczas VII Mistrzostw Europy w Belgradzie. Biegi eliminacyjne zostały rozegrane 12 września, a półfinałowe i bieg finałowy 13 września 1962 roku. Zwyciężczynią tej konkurencji została reprezentantka Wielkiej Brytanii Dorothy Hyman. W rywalizacji wzięło udział dziewiętnaście zawodniczek z dziesięciu reprezentacji.

## Rekordy
| Rekord świata     | Wilma Rudolph (USA) | 11,2 | Stuttgart, RFN     | 19.07.1961 |
| Rekord Europy     | Wira Krepkina (SUN) | 11,3 | Kijów, ZSRR        | 13.09.1958 |
| Rekord mistrzostw | Heather Young (GBR) | 11,6 | Sztokholm, Szwecja | 21.08.1958 |

## Wyniki

### Eliminacje
Bieg 1
| Miejsce | Zawodniczka      | Czas | Uwagi |
| ------- | ---------------- | ---- | ----- |
| 1       | Hannelore Raepke | 11,9 | Q     |
| 2       | Galina Popowa    | 11,9 | Q     |
| 3       | Erzsebet Heldt   | 12,0 | Q     |
| 4       | Zdenka Leskovac  | 12,1 |       |
| 5       | Michèle Davaze   | 12,2 |       |

Bieg 2
| Miejsce | Zawodniczka         | Czas | Uwagi |
| ------- | ------------------- | ---- | ----- |
| 1       | Jutta Heine         | 11,5 | Q CR  |
| 2       | Halina Górecka      | 11,7 | Q     |
| 3       | Margit Markó        | 11,8 | Q     |
| 4       | Madeleine Cobb      | 12,0 |       |
| 5       | Therese Schueremans | 13,0 |       |

Bieg 3
| Miejsce | Zawodniczka       | Czas | Uwagi |
| ------- | ----------------- | ---- | ----- |
| 1       | Dorothy Hyman     | 11,6 | Q     |
| 2       | Teresa Ciepły     | 11,8 | Q     |
| 3       | Ludmiła Motina    | 11,9 | Q     |
| 4       | Daniela Spampani  | 12,1 |       |
| 5       | Weselina Kolarowa | 12,2 |       |

Bieg 4
| Miejsce | Zawodniczka       | Czas | Uwagi |
| ------- | ----------------- | ---- | ----- |
| 1       | Elżbieta Szyroka  | 12,0 | Q     |
| 2       | Martha Pensberger | 12,0 | Q     |
| 3       | Daphne Arden      | 12,1 | Q     |
| 4       | Teréz Bata        | 12,2 |       |

### Półfinały
Półfinał 1
| Miejsce | Zawodniczka    | Czas | Uwagi |
| ------- | -------------- | ---- | ----- |
| 1       | Jutta Heine    | 11,4 | Q CR  |
| 2       | Teresa Ciepły  | 11,6 | Q     |
| 3       | Daphne Arden   | 11,7 | Q     |
| 4       | Galina Popowa  | 11,8 |       |
| 5       | Erzsebet Heldt | 12,0 |       |
| 6       | Margit Markó   | 12,6 |       |

Półfinał 2
| Miejsce | Zawodniczka       | Czas | Uwagi |
| ------- | ----------------- | ---- | ----- |
| 1       | Dorothy Hyman     | 11,6 | Q     |
| 2       | Elżbieta Szyroka  | 11,6 | Q     |
| 3       | Hannelore Raepke  | 11,7 | Q     |
| 4       | Martha Pensberger | 11,8 |       |
| 5       | Ludmiła Motina    | 11,9 |       |
| 6       | Halina Górecka    | 12,0 |       |

### Finał
| Miejsce | Zawodniczka      | Czas  |
| ------- | ---------------- | ----- |
| 1       | Dorothy Hyman    | 11,3w |
| 2       | Jutta Heine      | 11,3w |
| 3       | Teresa Ciepły    | 11,4w |
| 4       | Daphne Arden     | 11,5w |
| 5       | Hannelore Raepke | 11,6w |
| 6       | Elżbieta Szyroka | 11,8w |